# Jess Long
Pour les articles homonymes, voir Long.
 (janvier 2012).
Si vous disposez d'ouvrages ou d'articles de référence ou si vous connaissez des sites web de qualité traitant du thème abordé ici, merci de compléter l'article en donnant les références utiles à sa vérifiabilité et en les liant à la section « Notes et références ».
Jess Long est une série de bande dessinée franco-belge policière, créée en 1969 par Arthur Piroton et Maurice Tillieux, apparue pour la première fois avec l'épisode Kidnapping dans le no 1639 du Journal de Spirou daté du 11 septembre 1969.
Les albums publiés seulement à partir de 1976 reprennent les histoires courtes écrites par Tillieux puis alternent histoires longues et recueil d'histoires courtes écrites par les scénaristes successifs.
- Dessinateur : Arthur Piroton
- Scénaristes : Maurice Tillieux, puis Arthur Piroton, Mythic (qui signe certains épisodes sous le pseudonyme de Smit le Bénédicte et d'autres sous celui de Jean-Claude Smit), Dominique Letellier (alias Dom), Stephen Desberg, Zidrou, Jacques Raes, Marc Wasterlain, Croze et Raoul Cauvin

## Synopsis
Jess Long, un agent du FBI, grand, brun et svelte, fumant la pipe, et son coéquipier Slim Sullivan, coiffé d'un borsalino, le regard toujours caché par des lunettes aux verres fumés, moins élégant que Jess Long avec son nœud papillon mais meilleur tireur, résolvent souvent ensemble des affaires criminelles très diverses sur tout le territoire nord-américain.

## Commentaires
Maurice Tillieux a créé cette série policière spécialement  pour Arthur Piroton parce qu'il appréciait son dessin et regrettait que ses séries ne connaissent pas plus de succès.
Maurice Tillieux a adapté la série à l'univers graphique d'Arthur Piroton, lequel avait un style totalement différent de celui de l'école de Marcinelle en vigueur dans le journal Spirou, puisque directement influencé par les maîtres américains, spécialement Alex Raymond (les personnages de Jess Long et Slim Sullivan sont d'ailleurs très proches graphiquement de celui de Rip Kirby créé par Raymond : pipe pour Long et lunettes pour Sullivan).
L'atmosphère dans laquelle baignent les épisodes écrits par Tillieux, peu habituelle dans le journal Spirou de cette époque, est teintée de fantastique et d'horreur.
Comme il l'a fait pour d'autres séries (Gil Jourdan, Natacha, Tif et Tondu), Tillieux réutilise parfois, en les adaptant, d'anciens scénarios qu'il avait écrits pour la série Félix (Kidnapping, K.O. pour l'éternité, Les Masques de mort, La Piste sanglante, La Grotte au crabe).
Après le décès de celui-ci, la série prend une tournure exclusivement policière.

### Remarque
Le scénariste Francis Dorao, un des remplaçants de Maurice Tillieux, a écrit l'épisode Neige poudreuse à Liège ; l'affaire a lieu en Belgique.

## Albums
Les albums sont édités par Dupuis, sous forme d'albums brochés jusqu'en 1984, puis sous forme d'albums cartonnés à partir du tome 9. Les huit premiers tomes de la série sont réédités sous couverture cartonnée à partir de 1985.
1. Le Bouddha écarlate, (janvier 1976)
2. Les Ombres du feu, (avril 1977)
3. La Piste sanglante, (janvier 1978)[4]
4. Les Masques de mort, (octobre 1978)[5]
5. Il était deux fois dans l'Ouest, (octobre 1980)
6. Grand Canyon, (avril 1981)
7. La Mort jaune, (avril 1982)
8. L'Intimidation, (juillet 1983)
9. La Shérif, (juillet 1984)
10. La Bête, (janvier 1985)[6]
11. Ses adieux à la scène, (avril 1986)
12. Neige poudreuse à Liège, (juin 1987)
13. Silicium Valley, (mars 1988)
14. La Cible bicéphale, (juillet 1989)
15. Channel Fist, (août 1990)
16. L'Année du rat, (août 1991)
17. Le Fantôme d'Alcatraz, (juillet 1992)
18. L'Inconnue de Montréal, (août 1993)
19. Sous les Tropiques de l'Antarctique, (juillet 1994)
20. L'Appel du loup, (juin 1995)
21. Le Témoin, (août 1996).

## Revues
- Kidnapping, no 1639 au no 1646, Spirou, (1969), Arthur Piroton et Maurice Tillieux
- Les Nouveaux Négriers, no 1687 au no 1698, Spirou, (1970), Arthur Piroton et Maurice Tillieux
- K.O. pour l'éternité, no 1738 au no 1739, Spirou, (1971), Arthur Piroton et Maurice Tillieux
- L'Évasion, no 1761 au no 1769, Spirou, (1972), Arthur Piroton et Maurice Tillieux
- Le Corps du délit, no 1782, Spirou, (1972), Arthur Piroton et Maurice Tillieux
- Les Ombres du feu, no 1787, Spirou, (1972), Arthur Piroton et Maurice Tillieux.
- Le Bouddha écarlate, no 1797, Spirou, (1974), Arthur Piroton et Maurice Tillieux
- Les Masques de mort, no 1813, Spirou, (1973), Arthur Piroton et Maurice Tillieux
- Rapt, no 1837 au no 1838, Spirou, (1973), Arthur Piroton et Maurice Tillieux
- La Piste sanglante, no 1879 au no 1885, Spirou, (1973), Arthur Piroton et Maurice Tillieux
- L'Homme du bout de la nuit, no 1897 au no 1898, Spirou, (1974), Arthur Piroton et Maurice Tillieux
- '’La Bête, no 1931 au no 1932, Spirou, (1975), Arthur Piroton et Maurice Tillieux
- La Grotte aux crabes, no 1945 au no 1950, Spirou, (1975), Arthur Piroton et Maurice Tillieux
- Le Saut de la mort, no 1982 au no 1983, Spirou, (1976), Arthur Piroton et Maurice Tillieux
- Pour une poignée de balles, no 2000, Spirou,  (1976), Arthur Piroton et Maurice Tillieux
- Le Grain de sable, no 2031, Spirou, 1977, Arthur Piroton et Maurice Tillieux
- Grand Canyon, no 2063 au no 2066, Spirou, (1977), Arthur Piroton et Maurice Tillieux
- Il était deux fois dans l'Ouest, no 2110 au no 2119, Spirou, (1978), Arthur Piroton et Maurice Tillieux
- Le Noël des amoureux, no 2121, Spirou, (1978), Arthur Piroton et Jacques Raes
- Ses adieux à la scène, no 2148 au no 2155, Spirou, (1979), Arthur Piroton et Hervé Croze
- La Mort jaune, no 2213 au no 2223, Spirou, (1980) Arthur Piroton
- Noël des loups, no 2225, Spirou, (1980), Arthur Piroton
- L'Intimidation, no 2290 au no 2294, Spirou, (1982), Arthur Piroton et Jacques Raes
- La Shérif, no 2355 au no 2365, Spirou, (1983), Arthur Piroton
- Double Jeu, no 2403, Spirou, (1984), Arthur Piroton et Jacques Raes
- Vacances manquées, no 2465, Spirou, (1985), Arthur Piroton et Raoul Cauvin
- Le Sang des autres, no 2488, Spirou, (1985), Arthur Piroton et Jacques Raes
- Macchi 39, no 2526, Spirou, (1986), Arthur Piroton
- Neige poudreuse à Liège, no 2534 au no 2537, Spirou, (1986), Arthur Piroton et Francis Dorao
- Pour le meilleur et pour le pire, no 2554, Spirou, (1987), Arthur Piroton et Stephen Desberg
- Silicium Valley, no 2585 au no 2591, Spirou, (1987), Arthur Piroton et Marc Wasterlain,
- Il y a encore des cow-boys heureux, no 2615 au no 2616, Spirou, (1988), Arthur Piroton
- Histoire sans titre, no 2652, Spirou, (1989), Arthur Piroton et Raoul Cauvin
- La Cible bicéphale, no 2653 au no 2656, Spirou, (1989), Arthur Piroton et Smit (Mythic)
- Reno Show, no 2681, Spirou, (1989), Arthur Piroton
- Des jouets et des hommes, no 2714, Spirou, (1990), Arthur Piroton et Smit–le–Bénédicte
- Channel Fist, no 2718 au no 2719, Spirou, (1990), Arthur Piroton et Dom
- Un réveillon rouge, no 2749, Spirou, (1990), Arthur Piroton
- Jalousie, no 2774 au no 2775, Spirou, (1991), Arthur Piroton
- Marylin, no 2783 au no 2784, Spirou, (1991), Arthur Piroton et Smit–le–Bénédicte
- Dérapage, no 2786, Spirou, (1991), Arthur Piroton et Smit–le–Bénédicte
- Le Fantôme d'Alcatraz, no 2799 au no 2802, Spirou, (1991), Arthur Piroton
- Menaces, no 2826 au no 2827, Spirou, (1992), Arthur Piroton
- La Dernière Dédicace, no 2729, Spirou, (1992), Arthur Piroton
- L’Inconnue de Montréal, no 2848 au no 2851, Spirou, (1992), Arthur Piroton
- Un temps de chien, no 2863 au no 2864, Spirou, (1993), Arthur Piroton
- Jeunes femmes en danger, no 2882, Spirou, (1993), Arthur Piroton
- Alaska Gold, no 2915 au no 2916, Spirou, (1994), Arthur Piroton
- Qui a tué Jess Long ?, no 2947, Spirou, (1994), Arthur Piroton et Zidrou
- L'Appel du loup, no 2959 au no 2963, Spirou, (1994), Arthur Piroton
- La Shérif en danger, no 2977, Spirou, (1995), Arthur Piroton
- L'Ombre du lapin, no 2979, Spirou, (1995), Arthur Piroton et Janssens